# Semiš (usnje)
Semiš (iz francoskega chamois [šemìs] = gams) je mehko usnje s krajšimi vlakni kosmateno na mesni strani. Izdeluje se iz kož telet, drobnice ali mlade jelenjadi. Fino semiš usnje ne povzroča odrgnin (ni abrazivno) in je zelo vpojno.
Uporablja se za:
- izdelavo modnih rokavic, kot jih je narekovala visoka moda 19. in začetka 20. stoletja, ali za rokavice za dober oprijem (avtomobilistične)
- izdelavo obleke (jakn), torbic, čevljev
- krpice za loščenje očal, draguljev, čevljev
- filtriranje goriv
- otiranje lakiranih površin (npr. avtomobilov)
- dele naprav, ki so v stiku s človeško kožo (ročaji, ortopedski pripomočki).